# Antti Vuorinen
Antti Pauli Uolevi Vuorinen, född 8 mars 1932 i Tavastehus, död 27 juli 2011 i Lampis, var en finländsk fysiker och långvarig chef vid Strålsäkerhetscentralen.

## Biografi
Vuorinen blev teknologie doktor 1969. Han verkade 1958–1961 som fysiker vid Strålsäkerhetsinstitutet och var 1961–1968 laboratorieingenjör vid Tekniska högskolan i Helsingfors samt handhade specialuppgifter 1968–1971. Han var biträdande chef vid Strålsäkerhetscentralen (STUK) 1971–1975, chef och professor 1975–1984, chefdirektör och professor 1984–1987 samt utnämndes sistnämnda år till generaldirektör, en befattning han innehade fram till sin pensionering 1997.

### Licensiering av Lovisa
Vuorinen kom att få en framträdande roll vid upphandling och licensiering av Finlands första två reaktorer Lovisa 1 och 2 som levererades från Sovjetunionen och togs i drift 1977 respektive 1980. Reaktorernas konstruktion var snarlik de i det sovjetiska kärnkraftverket Novo-Voronesh, men kom efter förhandlingar att förses med bland annat inneslutning och reaktorskyddssystem enligt västvärldens säkerhetskrav.

### Ordförande för INSAG
År 1985 lät dåvarande generaldirektören för det internationella atomenergiorganet IAEA Hans Blix formera en expertgrupp INSAG (International Nuclear Safety Advisory Group) med uppgift att "review the Agency's activities in nuclear safety and to provide advice on future divisions". Gruppen bestod av 13 personer, där man vinnlagt sig om att välja medlemmarna "from a range of countries and disciplines including research, industry, and regulation aspects", och till ordförande utsågs Vuorinen.

### Utredning av Tjernobylolyckan
Gruppen kom att få en verklig rivstart genom att det var den gruppering som befanns vara lämplig för uppgiften att på ett trovärdigt och självständigt sätt analysera och dra slutsatser av Chernobylolyckan den 26 april 1986, där Vuorinens kontakter med och kännedom om sovjetisk kärnkraftsindustri hade stor betydelse. Redan i september 1986, mindre än fem månader efter olyckan, kunde gruppen presentera sin analysrapport INSAG-1, som senare (1992) utkom i en reviderad version INSAG-7 på grund av tillkommande observationer och ökad kunskap som påverkade flera viktiga slutsatser.